# Radio-Télévision Libre des Mille Collines

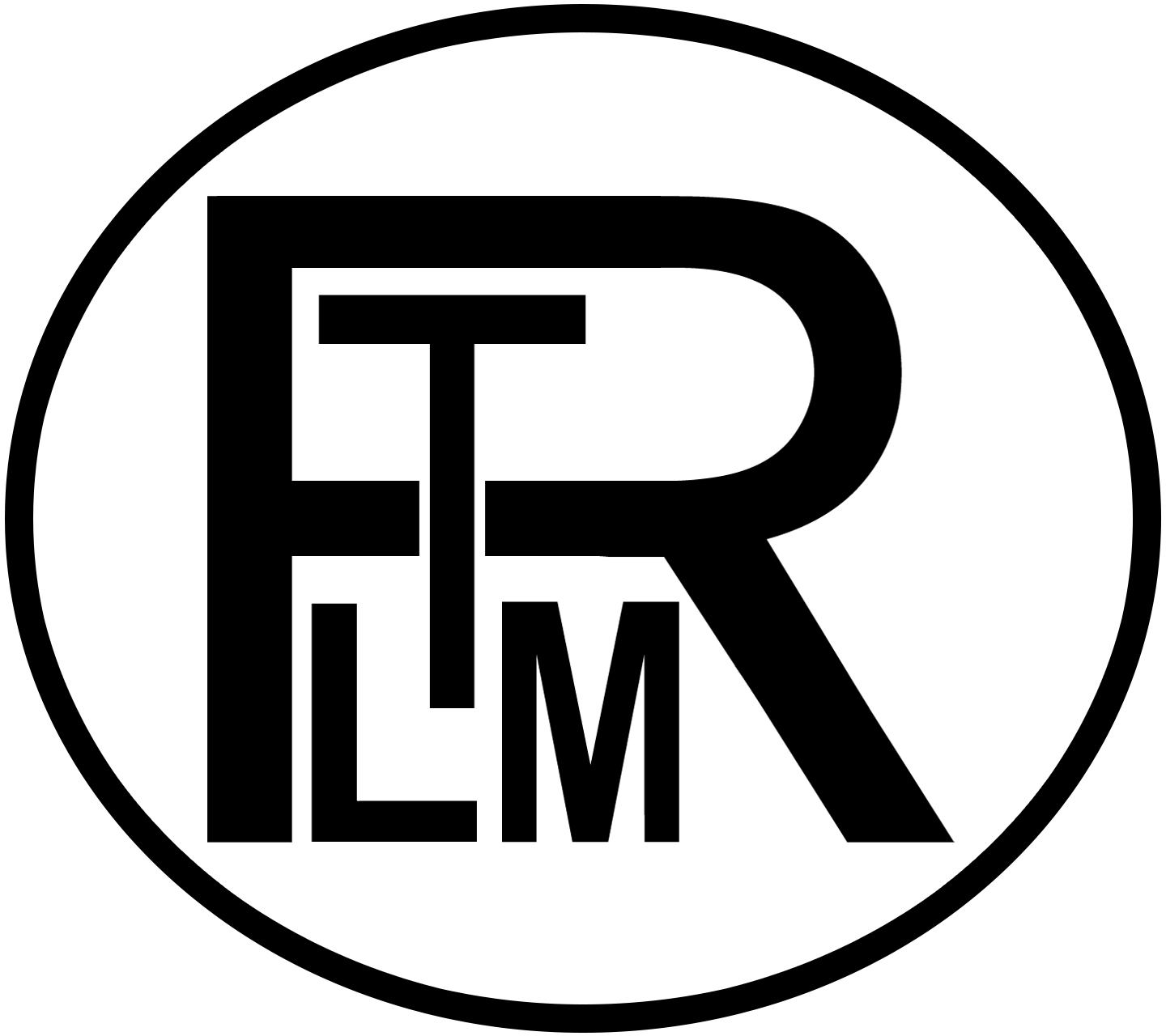
Monogramm des RTLM

Radio-Télévision Libre des Mille Collines (RTLM; dt. Freie Radio-Television der tausend Hügel; die frz. Bezeichnung Mille Collines ist ein Synonym für die Landesbezeichnung von Ruanda), umgangssprachlich auch Hate Radio (dt. Hass-Radio), war ein ruandischer Hörfunk- und Fernsehsender, der durch seine Rolle im ruandischen Völkermord von 1994 internationale Bekanntheit erlangte.

## Entstehungsgeschichte
Der Sender ging im Juli 1993 als Sprachrohr der extremistischen Hutu-Power auf Sendung und war als Gegenstimme zum RPF-Sender Radio Muhabura bzw. zu dem mehr auf Ausgleich bedachten Radio Rwanda konzipiert. Das Programm bestand aus einer mit derber Straßensprache unterlegten anspruchslosen Unterhaltung, das sich vor allem an Zielgruppen in den unteren Schichten der Gesellschaft richtete. Bei diesen Gesellschaftsgruppen erfreute sich der Sender bald großer Beliebtheit.
Zu den Gründern des Senders gehörte der wegen seiner aktiven Rolle im Völkermord zu lebenslanger Haft verurteilte Georges Rutaganda. Ferdinand Nahimana, ein weiterer Gründer sowie Ideologe des Sender wurde 2003 ebenfalls zu lebenslanger Haft verurteilt. Jean-Bosco Barayagwiza (1950–2010) erhielt eine 35-jährige Haftstrafe.
Finanziert wurde der Sender vor allem von Anteilseignern aus der regierenden Hutu-Partei, insbesondere Félicien Kabuga. Unterstützung erhielt er aber auch von Entwicklungshilfe-Organisationen, unter anderem aus Deutschland und der Schweiz.

## Rolle im Völkermord
Der Sender betrieb vor dem Völkermord in Ruanda Hass-Propaganda gegen Tutsi, gemäßigte Hutus, Belgier (ehemalige Kolonialmacht) und die Unterstützungsmission der Vereinten Nationen für Ruanda. Es war das wichtigste Instrument für die Propaganda und die Verbreitung der Weisungen an eine weitgehend analphabetische Bevölkerung. Die Rundfunkstation Radio Mille Collines war maßgeblich an der Koordinierung der Massaker beteiligt. Wegen dieser völlig enthemmten Aufrufe zu Gewalt und Hass wurde der Sender von einigen mit dem Titel "Radio Machete" versehen. Die Völkermordpropaganda wurde im Juli 1994 eingestellt. Gegen einige Verantwortliche und Moderatoren des Senders sind vor dem Internationalen Strafgerichtshof für Ruanda Strafverfahren eröffnet worden. Zu den bereits Verurteilten gehört Georges Ruggiu, ein Belgier, der als einziger Nicht-Schwarzer Sendungen moderierte. Félicien Kabuga, bis 1994 Leiter des Senders, wurde am 16. Mai 2020 in Frankreich verhaftet.

## Rezeption
- Milo Rau: Hate Radio. Theaterstück[7]
- Milo Rau: Hate Radio. Dokumentarfilm[8]
- Milo Rau: Hate Radio. Hörspiel, WDR 3/ORF, 2013[9], 2014 ausgezeichnet mit dem Hörspielpreis der Kriegsblinden.[10]